# 福建船政水師

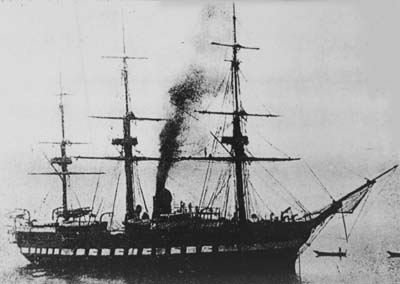
福建水師旗艦揚武

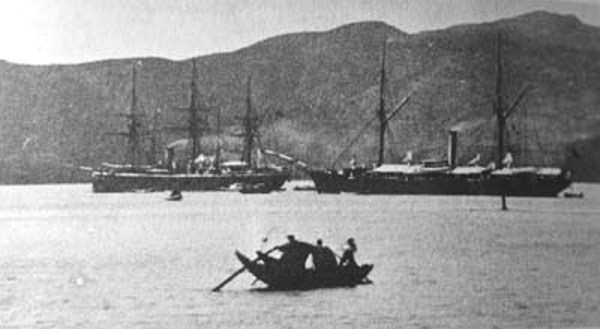
光緒十年（1884年），停泊在福州的福建水師

福建船政水师，又称福建水师、闽洋水师、闽系海军、福建海军，是大清國的一支現代化海軍艦隊，為近代中國海軍的重要組成部份，乃福建水師改組而成，由福州船政局規劃、駐防福建沿海。

## 歷史沿革
1860年代，洋務運動展開，1866年福州船政局成立，福建地方官員便開始向英、法、德、美等國採購及製造小型戰艦用作巡洋緝私；後成立福建水師，負責守衛福建、台灣周邊海域。1871年54名因船難漂流到台灣的琉球人被原住民殺害，1874年日本以「保衛琉球僑民」為名派兵登陸台灣番地，引起清廷對海防的警惕，致有「海防大籌議」；直隸總督李鴻章以「數千年未有之變局」，面對「數千年未有之強敵」為論據上書，獲清廷採納，於是每年撥四百萬兩為經費建設新式海軍（儘管實際用在購置軍艦的款項僅為每年約一百萬兩）——其中福建水師最盛期擁有11艘戰艦。
清法戰爭期間，孤拔率領法國遠東艦隊突襲福建水師，以鱼雷擊中旗艦揚武號，使其擱淺；是役全軍共被擊沉9艘戰艦，幾乎全軍覆沒。戰後，福建水師只添補了兩艘軍艦。1891年以後，清廷緊縮開支，停止添購海軍軍械；福建水師在缺乏艦艇及經費的窘境下，已難成軍。1909年，清政府將福建水師與廣東水師、北洋水師以及南洋水師，合併重編為巡洋艦隊和巡江艦隊；獨立的福建水師就此解散。

## 艦隊編成
- 揚武號（英语：Chinese corvette Yangwu）

屬輕巡洋艦，造價25萬4千兩銀，是中國第1艘巡洋艦，排水量1560噸，速力12節，使用常式立機二氣缸。船長63米，寬12米，深7米，吃水6米，船員137人。擁有13門火炮，包括7.5吋火炮1門及6.5吋火炮2門，另外有裝有多支多管機關炮，艦首裝有撞角。於1881年（光緒七年）下水。中法戰爭時為福建水師旗艦，在該戰中被擊沈，时任管带为张成。
- 振威號

屬炮艦，造價11萬兩銀。1872年12月11日下水，使用常式立機二氣缸。船長55米，寬8米，深4.5米。排水量572噸，吃水3米，速力9節，船員80人。擁有70磅炮1門，40磅炮4門。曾駐守澎湖。在中法戰爭中被擊沉，时任管带为许寿山。
- 伏波號

屬炮艦，造價16萬1千兩銀。1870年12月22日下水，使用常式立機二氣缸。船長72.6米，寬11.7米，深5.5米，吃水3.67米。排水量1258噸，速力10節，船員98人。擁有114磅炮1門，40磅炮2門，14磅炮2門。曾駐守澎湖及浙江。在中法戰爭中被重創，时任管带为吕文经；後改編入廣東水師，該水師提督李准曾於1907年乘坐仗波號從海南島駛往西沙群島一帶視察。最後於1930年退役。
- 藝新號（日语：藝新 (砲艦)）

屬炮艦，造價5萬1千兩銀。1876年3月28日下水，使用常式立機二氣缸。船長19米，寬5.5米，深4米，吃水2.23米。排水量245噸，速力9節，船員128人。擁有20磅炮1門，9磅炮2門，小鋼炮4門。在中法戰爭中擱淺後自沉。
- 飛雲號

屬炮艦，造價13萬3千兩銀。1872年6月3日下水，使用常式立機二氣缸。船長69米，寬10.5米，深5.5米，吃水3.67米。排水量1258噸，速力10節，船員104人。擁有120磅炮1門，40磅炮4門，14磅炮2門。曾駐守福州；在中法戰爭中被擊沈，當時管帶為高騰雲。
- 濟安號

屬炮艦，造價16萬3千兩銀。1873年1月2日下水，使用常式立機二氣缸。船長69米，寬10.5米，深5.5米，吃水3.67米。排水量1258噸，速力10節，船員104人。擁有120磅炮1門，40磅炮4門，14磅炮2門。曾駐守澎湖及山東。在中法戰爭中被擊沉，时任管带为林国祥。
- 福勝號

屬炮艦，向美國訂造，造價12萬兩銀。1876年抵華，使用康邦卧機。船長29米，寬8.7米，船深不詳，吃水2.75米。排水量256噸，速力8節，船員26人。擁有254mm炮1門。在中法戰爭中被擊沉，时任管带为叶琛。
- 建勝號

屬炮艦，向美國訂造，造價12萬兩銀。1876年抵華，使用康邦卧機。船長29米，寬8.7米，船深不詳，吃水2.75米。排水量256噸，速力8節，船員26人。擁有254mm炮1門。在中法戰爭中被擊沉，时任管带为林森林。
- 福星號

屬炮艦，造價10萬6千兩銀。1870年5月30日下水，使用常式立機二氣缸。船長54米，寬7.8米，深4.8米，吃水2.6米。排水量515噸，速力9節，船員80人。擁有70磅炮1門，40磅炮2門，14磅炮2門。曾駐守台北；在中法戰爭中火藥艙中彈爆炸被擊沉，當時管帶為陳英。
- 永保號

屬運輸艦，造價16萬7千兩銀。1873年8月10日下水，使用常式立機二氣缸。船長69米，寬10.6米，深3.67米，吃水3.33米。排水量1258噸，速力10節，船員55人。擁有160mm炮1門及120mm炮2門。在中法戰爭中被擊沉。
- 琛航號

屬運輸艦，造價16萬4千兩銀。1874年1月6日下水，使用常式立機二氣缸。船長69米，寬10.6米，深3.67米，吃水3.33米。排水量1258噸，速力10節，船員55人。擁有160mm炮1門及120mm炮2門。在中法戰爭中被擊沉；後打撈收復，編入廣東水師，曾於1907年搭載該水師提督李准由海南島駛往西沙群島一帶視察。

## 水師軍制

### 官制
- 提督 -- 從一品
- 總兵 -- 正二品
- 副將 -- 從二品
- 參將 -- 正三品
- 遊擊 -- 從三品
- 都司 -- 正四品
- 守備 -- 正五品
- 千總 -- 從六品
- 把總 -- 正七品

### 海軍軍銜等級
- 正都統
- 副都統
- 協都統
- 正參領
- 副參領
- 協參領
- 正軍校
- 副軍校
- 協軍校

艦長稱為「管帶」。

## 主要戰役
- 馬江海戰
- 鎮海之戰
- 西仔反